# جریکو (کمیک)
جریکو (به انگلیسی: Jericho) با نام اصلی ژوزف ویلیام ویلسون، یک شخصیت خیالی در کتاب‌های کمیک آمریکایی منتشر شده توسط دی‌سی کامیکس است. این شخصیت توسط نویسنده مارو وولفمن و طراح جرج پرز خلق شده‌است؛ و در اصل یک ابرقهرمان و از اعضای تیم تایتان‌های نوجوان محسوب می‌شد که در شمارهٔ ۴۳ از روایات تایتان‌های نوجوان (ژوئن ۱۹۸۴) حضور پیدا کرد. از اوایل دههٔ ۱۹۹۰ میلادی، جریکو دوره‌های مختلفی را با سلامت عقل و جنون پشت سر گذاشته است.
جریکو توانایی تسخیر افراد پس از برقراری تماس چشمی با آن‌ها را دارد؛ زمانی که ارتباط برقرار شد، بدن جریکو بی‌اختیار و وارد سوژه می‌شود. در حالی که اختیار فرد در دست جریکو است، او به تمامی قدرت‌های میزبانش شامل فیزیکی، روحی و جادویی دسترسی دارد، و حتی قادر است از خاطرات آن‌ها نیز بهره‌مند شود.
در سریال تلویزیونی شبکه سی‌دابلیو تحت عنوان ارو، لیام هال به ایفای نقش نسخه‌ای از جو ویلسون پرداخته است که پسر اِسلِید ویلسون به‌شمار می‌رود. چلا من نیز در فصل دوم از مجموعه تلویزیونی تایتان‌ها (۲۰۱۸) وظیفه بازی در این نقش را بر عهده دارد.